# Feissons-sur-Salins
Feissons-sur-Salins là một xã thuộc tỉnh Savoie trong vùng Rhône-Alpes ở đông nam nước Pháp. Xã này nằm ở khu vực có độ cao từ 760-1756 mét trên mực nước biển.